# Pseudotorynorrhina fortunei
Pseudotorynorrhina fortunei är en skalbaggsart som beskrevs av Saunders 1852. Pseudotorynorrhina fortunei ingår i släktet Pseudotorynorrhina och familjen Cetoniidae.

## Underarter
Arten delas in i följande underarter:
- P. f. hosoguchii
- P. f. nitida